# Área salvaje Wenaha-Tucannon
El área salvaje Wenaha–Tucannon (del inglés: Wenaha–Tucannon Wilderness) es un área salvaje  de los Estados Unidos, parte de las montañas Blue en el noreste del estado de Oregón y el sureste del de Washington. Fue creada por la Ley de Áreas Silvestres en Peligro de Extinción en 1978 y abarca aproximadamente 718,01 km².
Populares actividades recreativas en el área salvaje Wenaha–Tucannon incluyen camping, paseos a caballo, observación de fauna y senderismo en la zona. La caza y la pesca también son pasatiempos populares en el sitio. El área salvaje Wenaha–Tucannon es gestionada por el Servicio Forestal de los Estados Unidos.

## Topografía
El área salvaje Wehana-Tucannon se compone principalmente de cordilleras basálticas separadas por cañones profundos con pendientes pronunciadas. Gran parte de las precipitaciones que caen en la zona desaguan por el río Wenaha hacia Oregón, aunque algunas de ellas fluyen hacia el norte hasta el río Tucannon, en Washington. El territorio se extiende en una altitud de 610 m sobre el río salvaje y paisajístico nacional Wenaha hasta los 1951 m en Oregon Butte.

## Flora y fauna
El pino ponderosa domina las cuencas bajas del área salvaje Wenaha–Tucannon. Por encima de los 1400 m, también hay especies de alerce, abeto y picea. El abies lasiocarpa, los pastos nativos, y las hierbas se encuentran en las elevaciones más altas del sitio.
Es el hogar de una gran variedad de vida silvestre, incluyendo alces de Shira, borregos cimarrones, cola blanca y venado bura, oso negro, el puma, el lobo gris, coyotes, liebres, serpientes de cascabel, entre otros.